# Abtei Mont-Saint-Quentin
Die Benediktinerabtei Mont-Saint-Quentin wurde im 7. Jahrhundert gegründet und befand sich auf einer Anhöhe über Mont Saint-Quentin (heute Gemeinde Péronne). Sie wurde mehrfach zerstört und während der Französischen Revolution aufgelöst.

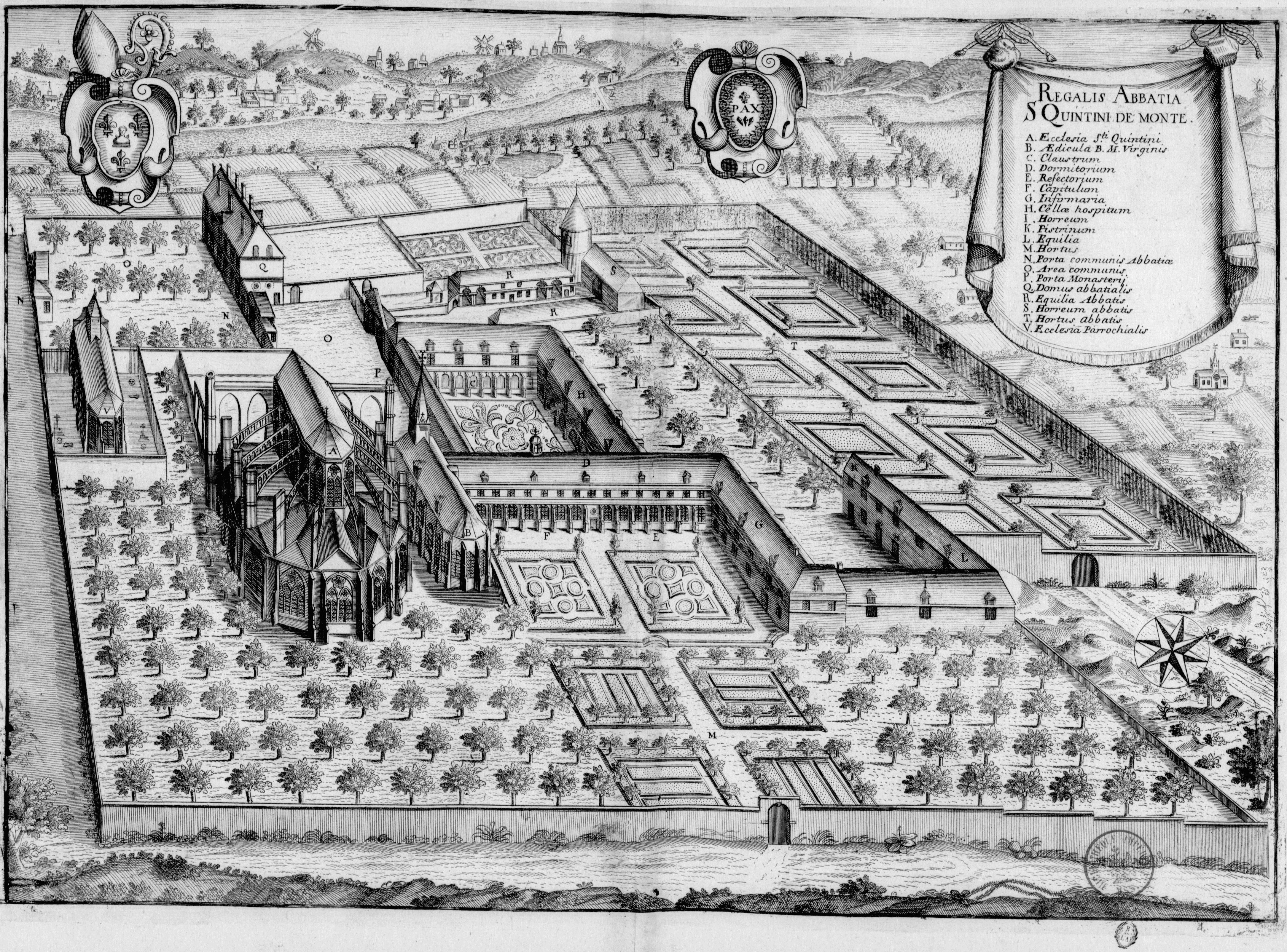
Die Abtei Mont-Saint-Quentin mit dem Monasticon Gallicanum

## Geschichte

### Gründung
Die Abtei wurde 660 auf dem Mons Cynorum von Chlodwig II., dem König der Franken, gegründet, vom Hofmeister Erchinoald finanziell ausgestattet und vom heiligen Eligius von Noyon, dem Bischof von Noyon, gesegnet. Der erste Abt war der heilige Ultanus, Bruder von Fursa. Bei ihrer Gründung war sie der Heiligen Dreifaltigkeit gewidmet, nahm aber einige Zeit später den Namen des heiligen Quintinus an. Die Abtei gehörte zum Orden des heiligen Benedikt. Der Bischof von Sion, Amatus von Sitten, wurde um 660 von Ebroin, dem Hausmeier von Neustrien, dorthin verbannt. Gottfried von Amiens wurde im 11. Jahrhundert dort erzogen.

### Restaurierung der Abtei
Nach der Verwüstung durch die Wikinger wurde sie 977 von Adalbert I.  von Vermandois wiederhergestellt und mit bedeutenden Gütern ausgestattet. Diese Schenkung wurde von Alberts Söhnen Heribert III. von Vermandois und Lyndulphe, dem Bischof von Noyon, bestätigt. Die Abtei besaß Güter in Aizecourt, Dury, Nesle, Étinehem, Allaines, Halles und Viviers (in der Nähe von Péronne) und Doingt. Diese Schenkung wurde 1046 durch eine Bulle von Papst Gregor VI. bestätigt. Im 10. Jahrhundert profitierte die Abtei vom Wohlwollen und der Großzügigkeit von Eilbert von Péronne und seiner Frau Ersende. Sie finanzierten den Bau von zwei Oratorien, die dem heiligen Gilles und dem heiligen Thomas gewidmet waren. Diese Oratorien wurden im 11. Jahrhundert mit der Zustimmung von Adélaïde, der Burgherrin von Péronne, zerstört, um Platz für das Dormitorium zu schaffen. Peter der Einsiedler soll hier im 11. Jahrhundert als Mönch gewirkt haben.
Die Abtei besaß eine Reihe kostbarer Reliquien, die von den Kreuzfahrern aus dem Heiligen Land mitgebracht worden waren. Der Mönch Timotheus hatte sie inventarisiert: neben einem Stück des Wahren Kreuzes ein Stück der Nägel, ein Fragment der Dornenkrone, die Windeln Jesu, ein Stein vom Kalvarienberg, ein Stein vom Heiligen Grab und ein Stück von der Krippe Jesu.

### Niedergang

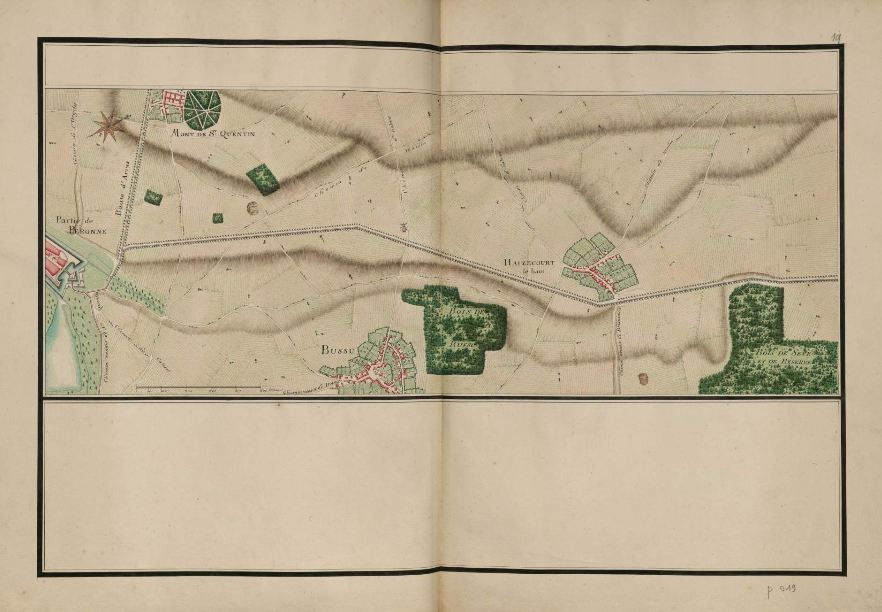
Atlas von Trudaine, Abtei Mont Saint-Quentin

Sie wurde im 16. Jahrhundert von den Spaniern als Vergeltung für die französischen Gewalttaten im Artois (Schlacht von Saint-Quentin (1557)) verwüstet und 1628 von Claude d’Argouges, Kommendatarabt, aufgebaut. 1622 wurde die Abtei Mitglied der Kongregation von Saint-Maur.
1635 wurde sie erneut zerstört und die Mönche suchten von 1635 bis 1639 und von 1673 bis 1678 Zuflucht in Péronne.
Die Kirche war seit dem Ende des 17. Jahrhunderts eine Ruine. Die Abtsmensa belief sich auf 29.000 Livres, die Mönchsmensa auf 15.000 Livres. Im Jahr 1782 schätzte der königliche Almanach das Einkommen der Abtei auf 21.000 Livres.

### Auflösung der Abtei während der Französischen Revolution
Während der Französischen Revolution wurde die Abtei zum Nationalgut und wurde bei einer Auktion in mehreren Lots versteigert. Das entlang der Straße nach Bapaume errichtete Dorf Mont-Saint-Quentin wurde zu einer Gemeinde, die 1962 der Gemeinde Péronne angegliedert wurde.
Im 19. Jahrhundert zeichneten die Brüder Aimé und Louis Duthoit eine Ansicht der Abtei Mont Saint-Quentin aus der Vogelperspektive, die sich im Musée de Picardie in Amiens befindet.

## Überreste
Von der Abtei sind keine sichtbaren architektonische Überreste erhalten.
Im Musée des arts décoratifs in Paris wird ein Sakristeischrank aus dem 14. Jahrhundert aufbewahrt, der aus der Abtei Mont Saint-Quentin (Somme) stammt.

## Liste der Äbte

### Reguläre Äbte
- 1) 650–662: Ultanus (Heiliger Ultanus)
- 662–771: unbekannte Äbte
- 2) 771–826: Abt Fulrad
- 826–943: ?
- 3) um 943 oder 970: Evrard oder Curalde
- 4) 9702741: Baudouin I.
- 5)        : Richard, Abt von Verdun
- 6) 1028: Valérian I. wurde von Robert de Péronne ernannt
- 7) 1041–1058: Valérian II.
- 8) 1058–1099: Godefroi von Namur
- 9) 1099–1133: Henri
- 10) 1133–1140: Roger, Mönch der Abtei Saint-Sauveur d’Anchin
- 11) 1140–1172: Hugues I., Mönch von Corbie, Bruder von Roger de Péronne
- 12) 1172–1184: Hugues II., Neffe von Hugues I.
- 13) 1185     : Garnier, starb nach seiner Wahl
- 14) 1185–1189?: Robert I. (dankte ab)
- 15) 1189–1192: Baudouin I.
- 16) 1192–1207?: Gautier d’Ypres (dankte ab)
- 17) 1207?–1241: Gautier de Hardecourt
- 18) 1241–1257: Simon de Coignon de Walaincourt
- 19) 1257–1268: Gérard Boissel
- 20) 1268–1275: Robert II. (dankte ab)
- 21) 1280     : Baudouin II.
- 22) 1280–?   : Mathieu I.
- 23)  ?  –1313: Jean de Villers
- 24) 1313–1337: Jean d’Inchy
- 25) 1337–?   : Jean Chevalier, Mönch der Abtei Saint-Nicolas d’Arrouaise
- 26) ?   –1370: Jean de Hardecourt de Combles
- 27) 1370–1378: Hugues III.
- 28) 1378–1398?: Pierre de Puille oder de Barville
- 29) 1398?–14?: Mathieu de Dury
- 30) ?   –1438: Jean de Hennon
- 31) 1438–1462: Jacques Ranson (dankte ab und wurde Abt der Abtei Corbie)
- 32) 1462–1481: Jean de Médon, Abt der Abtei Saint-Bertin in Saint-Omer
- 33) 1481–1487: Jean de Kaerquendlaven, vom Papst ernannter Kanoniker von Poitiers
- 34) 1487–1506: Jean d’Estrées genannt Jeannet[4]

### Kommendataräbte
- 35) 1532–    : Louis Courtin
- 36) 1532–1544: Jean de Génouillac
- 37) 1544–1563: Virdun du Mas, Bruder von Jean de Génouillac
- 38) 1563–15? : Jacques d’Aplaincourt
- 39) 15? –1596: François Pesquans
- 40) 1596–1613: Sébastien Robelin, Domherr von Nesle
- 41) 1613–1637: Claude d’Argouges, unter dessen Amtszeit wurde die Abtei der Congrégation de Saint-Maur anvertraut
- 42) 1638–1651: François d’Argouges, Neffe von Claude d’Argouges
- 43) 1652–1678: Henri d’Argouges, Bruder von François d’Argouges
- 44)  ?  –1739: François Courtin
- 45)     –    : Louis-Guy de Guérapin de Vauréal, Bischof von Rennes
- 46)     –    : Jean-François de La Cropte de Bourzac, Bischof von Noyon
- 47)     –    : Martin Du Bellay, ehemaliger Bischof von Fréjus
- 48)     –    : Ferdinand Maximilien Mériadec de Rohan-Guéméné, Erzbischof von  Cambrai[1]

## Notiz
1. ↑  Die Güter der Abtei wurden von Philipp II. (König von Spanien) der Abtei Saint-Vaast in Arras als Wiedergutmachung für Güter zugesprochen, die Frankreich während der Kämpfe in den Italienischen Kriege konfisziert hatte (Elfter Italienischer Krieg (1557-1559)).

Koordinaten: 49° 56′ 49,6″ N, 2° 56′ 5,1″ O